# Peter Aksamit
Aksamit Péter (csehül Petr Aksamit) (?, 15. század – Sárospatak, 1458. május 21.) Dél-cseh földbirtokos családból származó huszita vezér volt. A 15.században élt, (1400 k.‒1458) Sárospatakon született és esett el. Azokhoz az egykori huszita harcosokhoz tartozott, akik a lipanyi csata után hagyták magukat külföldi szolgálatra felvenni. 1448 -ban megalapította a Testvérek katonai egyesületét. Irányítása alatt a szerzetesek kifosztották a karthauzi kolostorokat, a Nové Mesto nad Váhom -i ágostai prepozitóriumot és számos feudális települést, többek között a Plaveč-kastélyt, ahonnan Aksamit sariš alattvalókat szervezett, és velük együtt portyázta le a bártfai és eperjesi patríciusok kereskedelmi karavánjait a lengyel-szlovák határon. A Testvéri Mozgalom nagy terjeszkedése Jiskra külföldre távozása után következett be. Aksamit 1458-ban már 36 tábor és várerőd parancsnoka volt. Ekkor 15-20 000 harcossal rendelkezett. A szlovákiai városlakóktól és alattvalóktól díjat szedett, ezért a szabad királyi városok patríciusai üldözték. 1453 őszén a magyar királyi udvar katonai expedíciót szervezett az aksamita fivérek ellen, ez az expedíció azonban nem járt sikerrel. 1458 tavaszán nagy zsoldossereggel expedícióra indult Bratrík ellen, és legyőzte őket a Blatno-Potok melletti csatában. Aksamit Péter is ebben a csatában esett el.